# David ben Solomon Altaras
David ben Solomon Altaras (1675–1714) byl italský rabín, autor a editor.
Jeho otcem byl rabín španělského původu Solomon Altaras. David působil jako vrchní rabín španělské synagogy v Benátkách. Kromě vlastních prací vydával i díla jiných rabínů.

## Dílo
- Kelalei ha-Dikduk, krátká hebrejská gramatika
- Dibre Haberith